# 水晶凤螺
水晶凤螺（学名：Strombus isabella）为凤凰螺科凤凰螺属的动物。分布于菲律宾、日本以及中国大陆的广东、海南等地，生活环境为海水，多见于暖海浅海泥沙质海底。该物种的模式产地在菲律宾。